# Stefanie Schrank

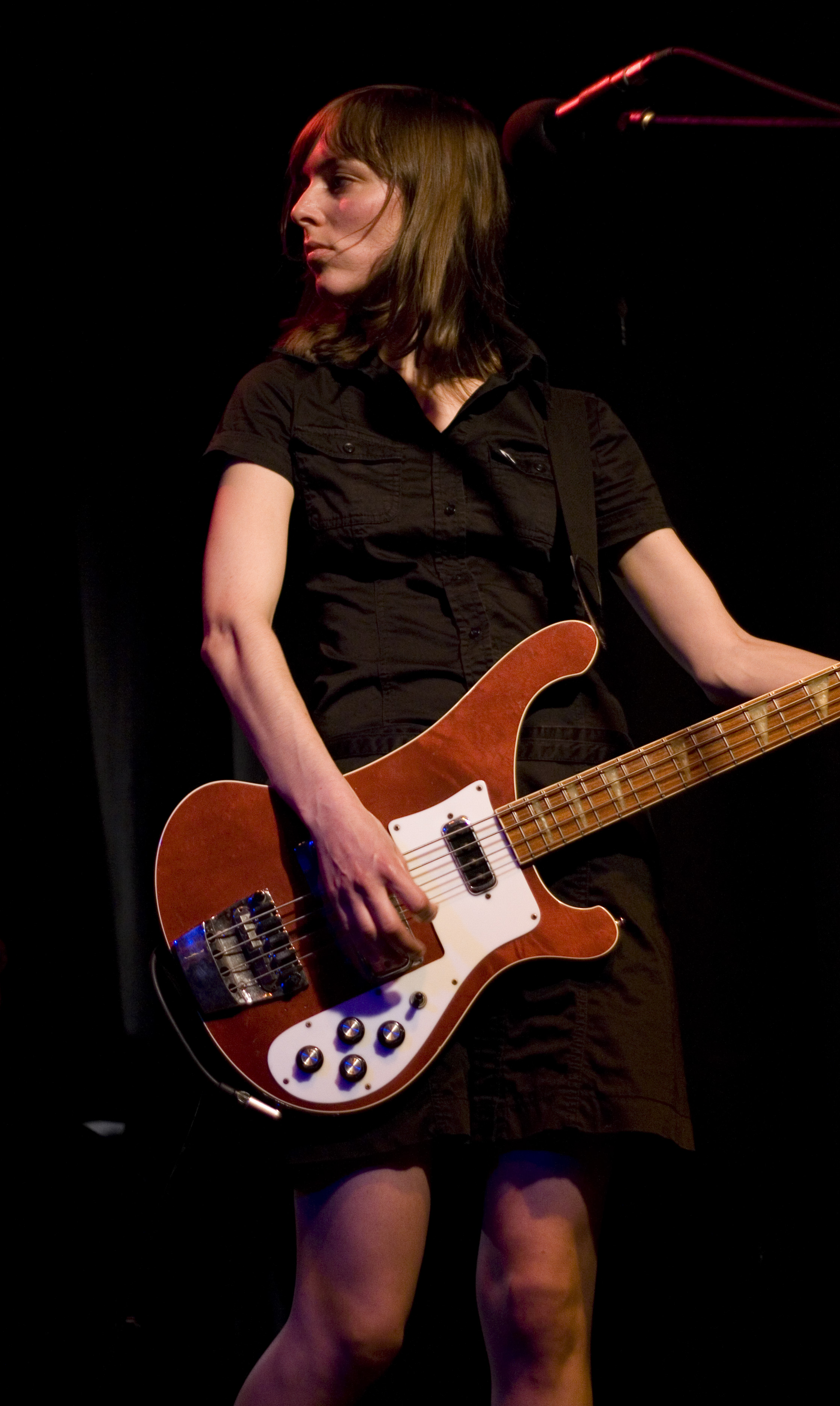
Stefanie Schrank für Karpatenhund am Bass, 2007

Stefanie Schrank (geboren 1980) ist eine deutsche Musikerin und bildende Künstlerin.

## Leben
Stefanie Schrank wuchs im Nordschwarzwald auf. Seit 2001 lebt sie in Köln, zeichnet Comics und Illustrationen und ist als Musikerin aktiv, insbesondere als Teil von Locas in Love und solo unter ihrem eigenen Namen.
Schrank studierte Kunstgeschichte, Spanisch sowie Theater-, Film- und Fernsehwissenschaft an der Universität zu Köln. Ihre Magisterarbeit „Der Körper als Ort des Grauens bei Cindy Sherman“, in der sie sich unter Rückgriffen auf Perspektiven der psychoanalytischen und feministischen Theorie mit den Körperdarstellungen in der Kunst Shermans beschäftigt, wurde 2011 mit dem Fakultätspreis der Philosophischen Fakultät der Universität zu Köln ausgezeichnet. Ein Promotionsprojekt und gelegentliche akademische Publikationen (u. a. zu Charles Burns, Pierre Huyghe oder Plastik und Pornographie) folgten. Von 2005 bis 2021 arbeitet sie für das Studio Akustische Kunst des WDR.
Mit ihren Locas-in-Love-Mitmusikern Björn Sonnenberg und Jan Niklas Jansen betreibt Stefanie Schrank seit 2010 das Musikproduktionsstudio Bear Cave.
Als bildende Künstlerin gestaltet Stefanie Schrank das meist aufwändige Artwork ihrer Musikprojekte. Ihr Œuvre umfasst Illustration, Malerei, Zeichnung und Objektkunst.

## Musikalische Aktivität
2001 gründete sie mit Björn Sonnenberg die Kölner Independent-Band Locas in Love und später deren „Kindermusik-Inkarnation“ Gorilla Club. Außerdem wirkte sie ab 2004 mit ihren Bandkollegen sowie der Sängerin Claire Oelkers in der Popband Karpatenhund mit, die zwei Alben veröffentlichte und seit 2010 inaktiv ist.
Ihr erstes Soloalbum trägt den Titel Unter der Haut eine überhitzte Fabrik, wurde zwischen 2016 und 2019 mit Lucas Croon von Stabil Elite aufgenommen und lässt sich dem Genre Synthiepop zurechnen. Es ist geprägt vom Einsatz analoger Synthesizer und dem Omnichord. Es enthält mit dem Stück Spooky Action eine Zusammenarbeit mit der Musikerin Barbara Morgenstern (der Songtext des Duetts rekurriert auf die Quantenverschränkung und ein berühmtes Einstein-Zitat zur „spukhaften Fernwirkung“ – „spooky action at a distance“). Als Stefanie Schranks Album im September 2019 auf dem Berliner Label Staatsakt erschien, waren die Reaktionen darauf überrascht-fasziniert bis überschwänglich-begeistert: Als „Pop-Debüt des Jahres“ und „eine der tollsten Preziosen, die der deutsche Pop im abgelaufenen Jahr hervorgebracht hat“ lobte es Jens Balzer (Die Zeit), voll von „mitreißenden, ausgeklügelten Popsongs zwischen Wahn, Witz und Depression“ schreibt das Missy Magazine. Thomas Winkler bezeichnet Schranks Debüt im Musikexpress als „hochartifiziell“ mit Songs von „radikaler Poesie“, die sich „zwar des musikalischen Vokabulars der Clubkultur bedienen, aber dann doch fremdeln auf dem Tanzboden und in der Chillout-Zone“. Das Album sei „in seiner Konsequenz eben auch so faszinierend wie eine Möbiusschleife“ und wurde zum „Album der Woche“ gekürt. „Was hier gerade passiert ist, lässt sich nur schwer in angemessene Worte kleiden... Das Herzblut ist in jeder Note greifbar“ (Beatblogger). Es wurde von Bayern 2 auf Platz 13 der 80 besten Alben des Jahres 2019 gewählt.
Im April 2024 veröffentlichte sie erneut bei Staatsakt anlässlich des Record Store Day die EP Schlachtrufe BRD, auf der Aufnahmen aus den Jahren 2016 bis 2024 zusammengestellt sind (u. a. auch Coverversionen der Kaput Krauts und von Air Supply). Der titelgebende Song bezieht sich auf die gleichnamige Deutschpunk-Compilation-Reihe, die Stefanie Schrank in Interviews als „popkulturelle Kollektiverfahrung“ der 90erjahre bezeichnete.
Nach zahlreichen gemeinsamen Konzerten kollaborierte Stefanie Schrank mit Andreas Dorau auf dessen Album Wien (2025), wo sie als Songwriterin und Produzentin zweier Stücke (Lass uns spazieren gehen sowie Rauchen in Wien) auftrat. Der Musikexpress hob die Kooperation der beiden als Höhepunkt des Albums hervor und schrieb: „Zwei schräge Genies, deren jeweilige Sperrigkeit sich nicht ergänzt, sondern lustvoll ineinander verkantet“. Der gemeinsame Song Lass uns spazieren gehen handelt von Valie Exports Performance „Aus der Mappe der Hundigkeit“ mit Peter Weibel von 1968.
Auf dem gemeinsamen Album von Christopher Annen und Francesco Wilking (2025) wirkte Stefanie Schrank als Instrumentalistin und Sängerin mit, sowie als Teil der Liveband, mit der die beiden Musiker die Veröffentlichung betourten.

## Diskografie

### Solo
- 2019: Unter der Haut eine überhitzte Fabrik (Staatsakt)
- 2024: Schlachtrufe BRD (EP anlässlich des Record Store Day 2024, Staatsakt)
- 2024: Garten (limitierte Split-8"-Single von Laminat Snyder mit Stefanie Schrank und Martin Kircher, Frei zum Abriss Kollektiv)[23]

### Mit Gorilla Club
- 2018: 1-2-3-4! (Oetinger Audio)
- 2021: OK Cool! (Oetinger Audio)

### Mit Locas in Love
- 2004: What Matters Is the Poem (Hobby DeLuxe)
- 2007: Saurus (Sitzer / Virgin)
- 2008: Winter (Sitzer)
- 2011: Lemming (Staatsakt)
- 2012: NEIN! (Staatsakt.)
- 2015: Use Your Illusion 3 & 4 (Warner Music / Staatsakt)
- 2015: Kalender (Staatsakt)

### Mit Karpatenhund
- 2007: Karpatenhund #3 (Virgin)
- 2009: Der Name dieser Band ist Karpatenhund (BMG)